# Walentin Atanassow
Walentin Georgiew Atanassow (bulgarisch Валентин Георгиев Атанасов, englisch Valentin Atanasov; * 7. Mai 1961 in Elchowo) ist ein ehemaliger bulgarischer Leichtathlet, der sich auf den Sprint spezialisiert hat. Zudem war er auch als Anschieber im Bobsport aktiv. Als Leichtathlet gewann er drei Medaillen bei Halleneuropameisterschaften und als Bobsportler konnte er sich zweimal für die Olympischen Winterspiele qualifizieren.

## Sportliche Laufbahn
Erste internationale Erfahrungen sammelte Walentin Atanassow vermutlich im Jahr 1979, als er bei den Junioreneuropameisterschaften in Bydgoszcz in 10,72 s den achten Platz im 100-Meter-Lauf belegte. 1981 gewann er bei den Balkanspielen in Sarajevo in 10,57 s die Silbermedaille hinter seinem Landsmann Iwajlo Karanjotow und im Jahr darauf gewann er bei den Halleneuropameisterschaften in Mailand in 6,62 s die Silbermedaille im 60-Meter-Lauf hinter dem Polen Marian Woronin. 1983 gewann er bei den Halleneuropameisterschaften in Budapest in 6,66 s die Bronzemedaille hinter dem Italiener Stefano Tilli und Christian Haas aus der BR Deutschland. Im August schied er bei den erstmals ausgetragenen Weltmeisterschaften in Helsinki mit 10,63 s im Viertelfinale über 100 Meter aus und scheiterte mit der bulgarischen 4-mal-100-Meter-Staffel mit 39,59 s im Halbfinale. Im Jahr darauf kam er bei den Halleneuropameisterschaften in Göteborg mit 6,85 s nicht über den Vorlauf über 60 Meter hinaus und im September gewann er bei den Balkanspielen in Athen in 10,43 s die Silbermedaille über 100 Meter hinter dem Jugoslawen Mladen Nikolić. Zudem siegte er dort mit der Staffel in 39,42 s. 1985 siegte er mit der Staffel in 39,22 s erneut bei den Balkanspielen in Stara Sagora und stellte damit einen neuen Meisterschaftsrekord auf und über 100 Meter siegte er in 10,39 s. Im Jahr darauf erreichte er mit der Staffel bei den Europameisterschaften in Stuttgart das Finale und platzierte sich dort in 39,33 s auf dem siebten Platz. Anschließend verteidigte er bei den Balkanspielen in Ljubljana in 10,32 s seinen Titel über 100 Meter. 1987 belegte er bei den Halleneuropameisterschaften in Liévin in 6,62 s den fünften Platz über 60 Meter, ehe er bei den Hallenweltmeisterschaften in Indianapolis mit 6,67 s im Halbfinale ausschied. Im August schied er dann bei den Freiluft-Weltmeisterschaften in Rom mit 10,53 s im Semifinale über 100 Meter aus. Im Jahr darauf gewann er bei den Halleneuropameisterschaften in Budapest in 6,60 s erneut die Bronzemedaille über 60 Meter, diesmal hinter dem Briten Linford Christie und Ronald Desruelles aus Belgien. 1991 schied er bei den Weltmeisterschaften in Tokio mit 10,63 s in der ersten Runde über 100 Meter aus und beendete daraufhin seine aktive Karriere als Leichtathlet.
Er wechselte als Anschieber zum Bobsport und konnte sich 1992 für die Olympischen Winterspiele in Albertville qualifizieren. Im Viererbob von Pilot Zwetosar Wiktorow klassierte sich das Team nach vier Läufen auf dem 22. Platz. Zudem wurde er im Zweierbob 28. 1994 nahm er im Zweierbob an den Olympischen Spielen in Lillehammer teil und gelangte dort mit Pilot Wiktorow nach einer Gesamtlaufzeit von 3:35,81 min auf Rang 25.
In den Jahren 1982 und 1983, von 1985 bis 1988 sowie 1991 wurde Atanassow bulgarischer Meister im 100-Meter-Lauf.

## Persönliche Bestleistungen
- 100 Meter: 10,15 s (+1,9 m/s), 14. August 1982 in Sofia
  - 60 Meter (Halle): 6,59 s, 21. Februar 1987 in Liévin